# Fiendish Regression
 Fiendish Regression è il sesto album della band death metal svedese Grave, pubblicato il 23 agosto 2006 dalla Century Media Records.

## Tracce
1. Last Journey – 5:03
2. Reborn – 3:45
3. Awakening – 4:28
4. Breeder – 4:09
5. Trial by Fire – 3:47
6. Out of the Light – 4:05
7. Inner Voice – 4:07
8. Bloodfeast – 4:15
9. Heretic – 5:03

## Formazione
- Ola Lindgren - voce, chitarra
- Pelle Ekegren - batteria
- Jonas Torndal - chitarra
- Fredrik Isaksson - basso